# بيتر شميت (اقتصادي)
بيتر شميت (بالإنجليزية: Peter Schmidt)‏ هو اقتصادي أمريكي، ولد في 8 أغسطس 1947.